# 瓦西里·阿克肖諾夫

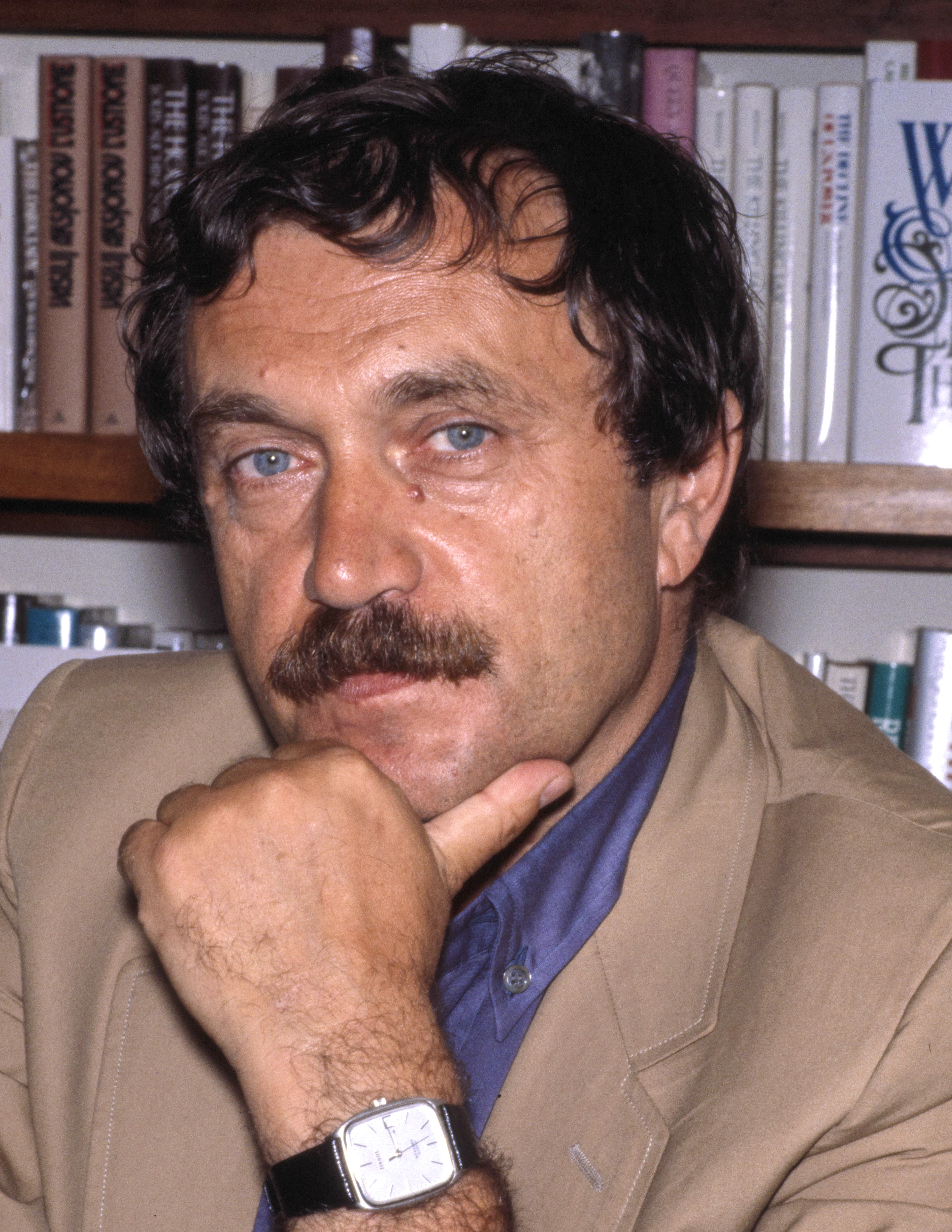
瓦西里·阿克肖諾夫

瓦西里·阿克肖諾夫（俄語： Васи́лий Па́влович Аксёнов，1932年8月20日—2009年7月6日）是苏联和俄罗斯小说家。

## 生平
瓦西里·阿克肖诺夫生于苏联喀山，他是叶夫根尼娅·索洛莫诺夫娜·金兹堡的兒子。
內務人民委員部後來以人民公敵之子為由將他逮捕，并把他送到孤儿院， 直到1938年被他的叔叔救出。1947年，他來到他媽媽所在的科雷馬古拉格附近定居，並且在那裡上高中。 
他的父母认为，如果被關進集中營，医生最有机会生存，所以他們决定让阿克肖诺夫學医。  阿克肖诺夫後來进入喀山大学就讀，并于1956年從圣彼得堡国立巴甫洛夫医科大学畢業，之後又當了3年的醫生。 他在医学院就讀期间，他一直受到苏联国家安全部的监视。 
1956年，他在一本杂志上首次发表作品，他也因此被苏联作家瓦连京·卡塔耶夫發掘。  他的第一部小说於1961年完稿，講的就是他当医生時候的故事。  他的第二部小说《带星星的火车票》也於同年完成，這本小說是他的成名作 。1963年，阿克肖诺夫的作品《带星星的火车票》被介绍到了中国，不過當時主要是内部出版。
阿克肖诺夫親美而且反對極權主義， 他曾在小說《克里米亚岛》中提到，如果俄国白军在1917年擊敗了布尔什维克，他们的生活会是什么样的。 後來阿克肖诺夫流亡美國，在喬治梅森大學教授俄罗斯文学。其作品被禁止在蘇聯出版，其苏联国籍也被剝奪。1991年，阿克肖诺夫被允許回到蘇聯，其蘇聯國籍也一並恢復。